# Gli allegri pirati dell'isola del tesoro
Gli allegri pirati dell'isola del tesoro (どうぶつ宝島?, Dōbutsu takarajima), letteralmente "L'isola del tesoro degli animali", è un film d'animazione del 1971 diretto da Hiroshi Ikeda.

## Trama
Jim è un ragazzino che lavora come oste nella locanda Bembo, che ha come amico il topolino parlante Gran e che un giorno entra per caso in possesso di una mappa del tesoro del pirata Flint Inizia così un'incredibile avventura che vedrà Jim, Gran e Kathy, la nipote del capitano Flint, imbarcati sulla nave del terribile Capitano Uncino per riuscire a ritrovare il tesoro.

## Produzione

Kathy e Jim in una scena del film

Liberamente ispirato al romanzo per ragazzi L'isola del tesoro di Robert Louis Stevenson. Prodotto dalla Toei Animation in occasione del ventesimo anniversario dalla fondazione dello studio di animazione; è caratterizzato dalla coesistenza di uomini e animali antropomorfi parlanti. Alla produzione del film partecipò anche l'allora trentenne Hayao Miyazaki come character designer, autore dei fondali, animatore chiave e consulente per la sceneggiatura.